# KISI – God’s singing kids

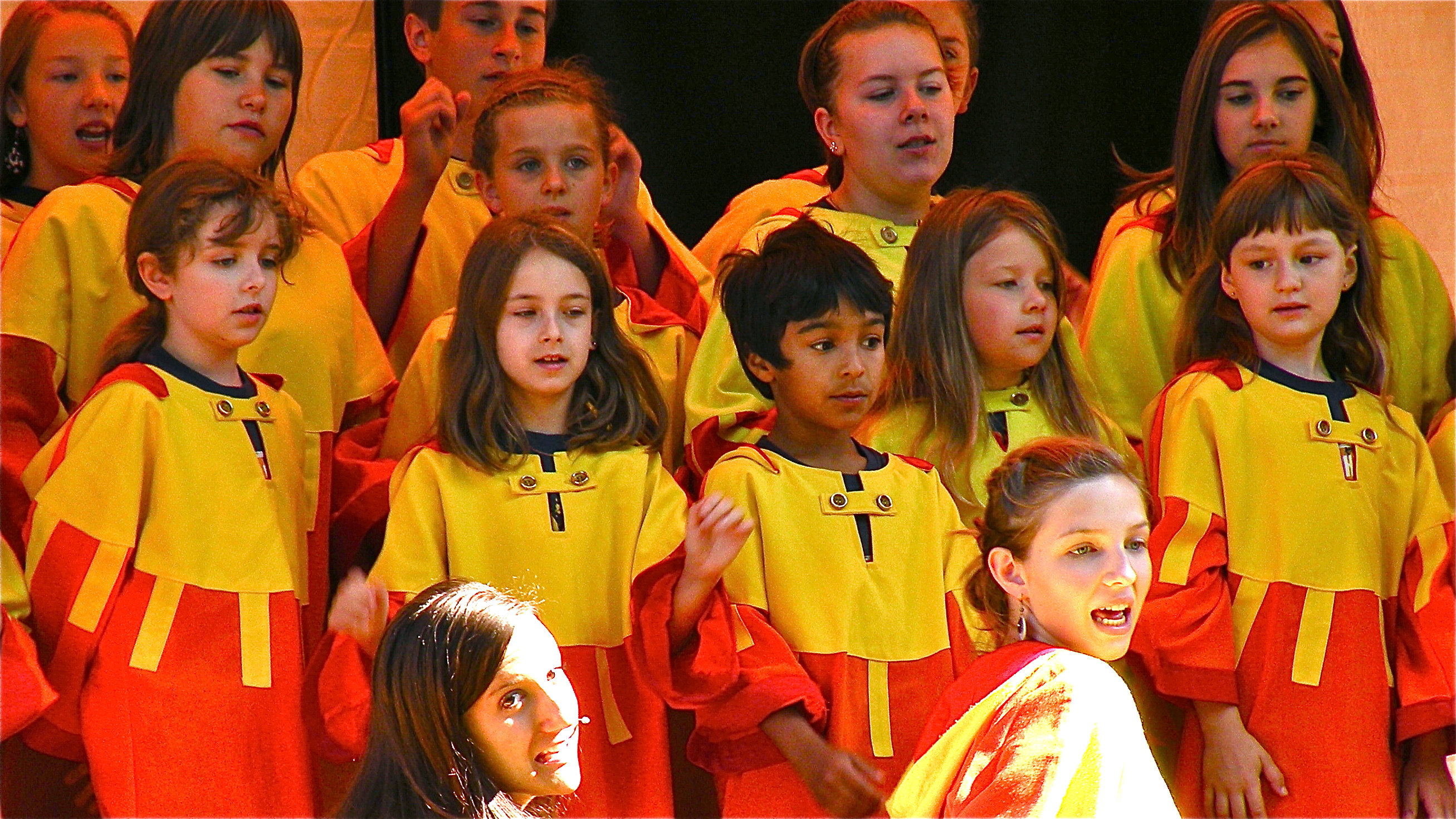
KISI – God’s singing kids bei den 36. Mühlviertler Kinderspielen in Perg

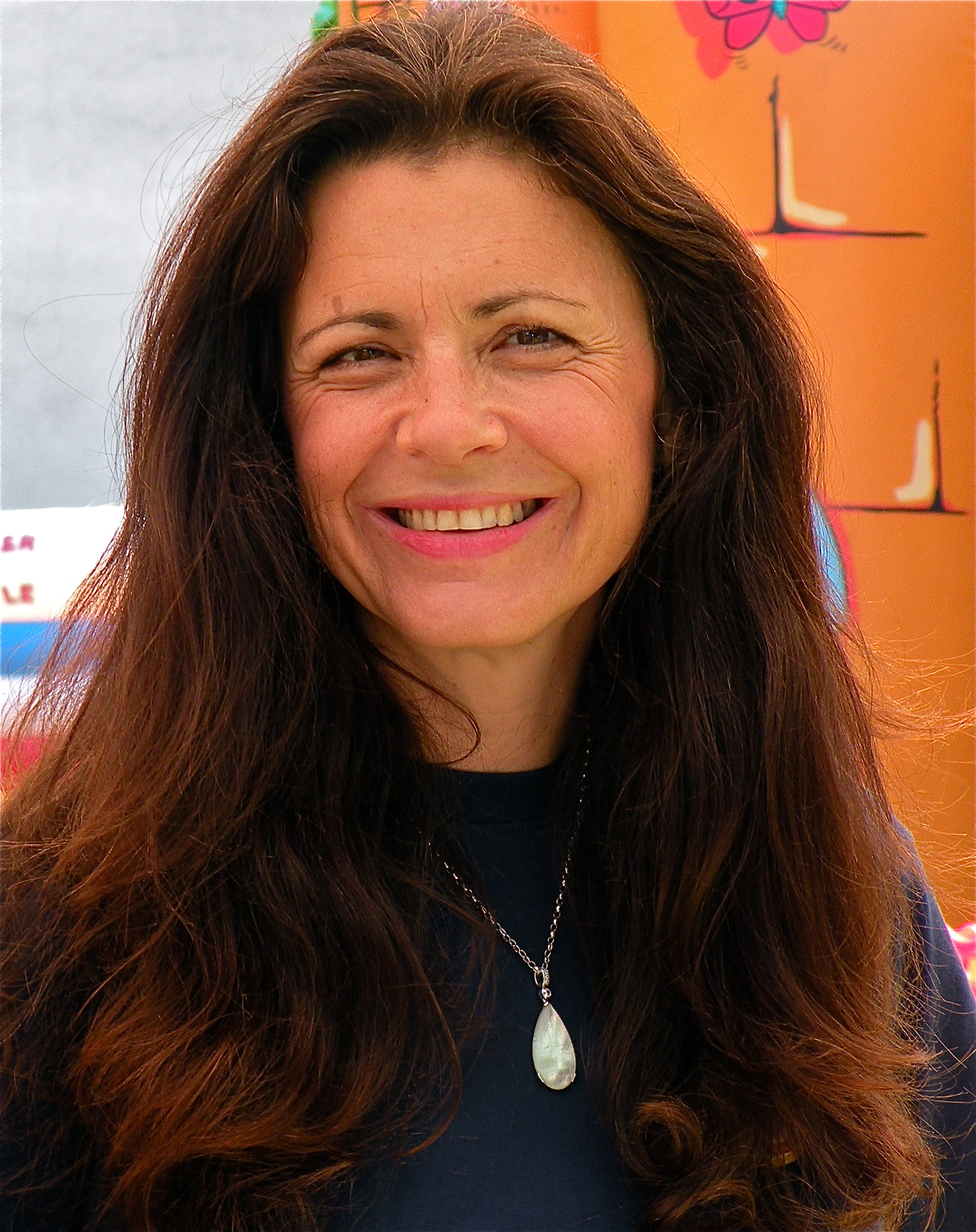
Birgit Minichmayr, Pastoralassistentin und Komponistin

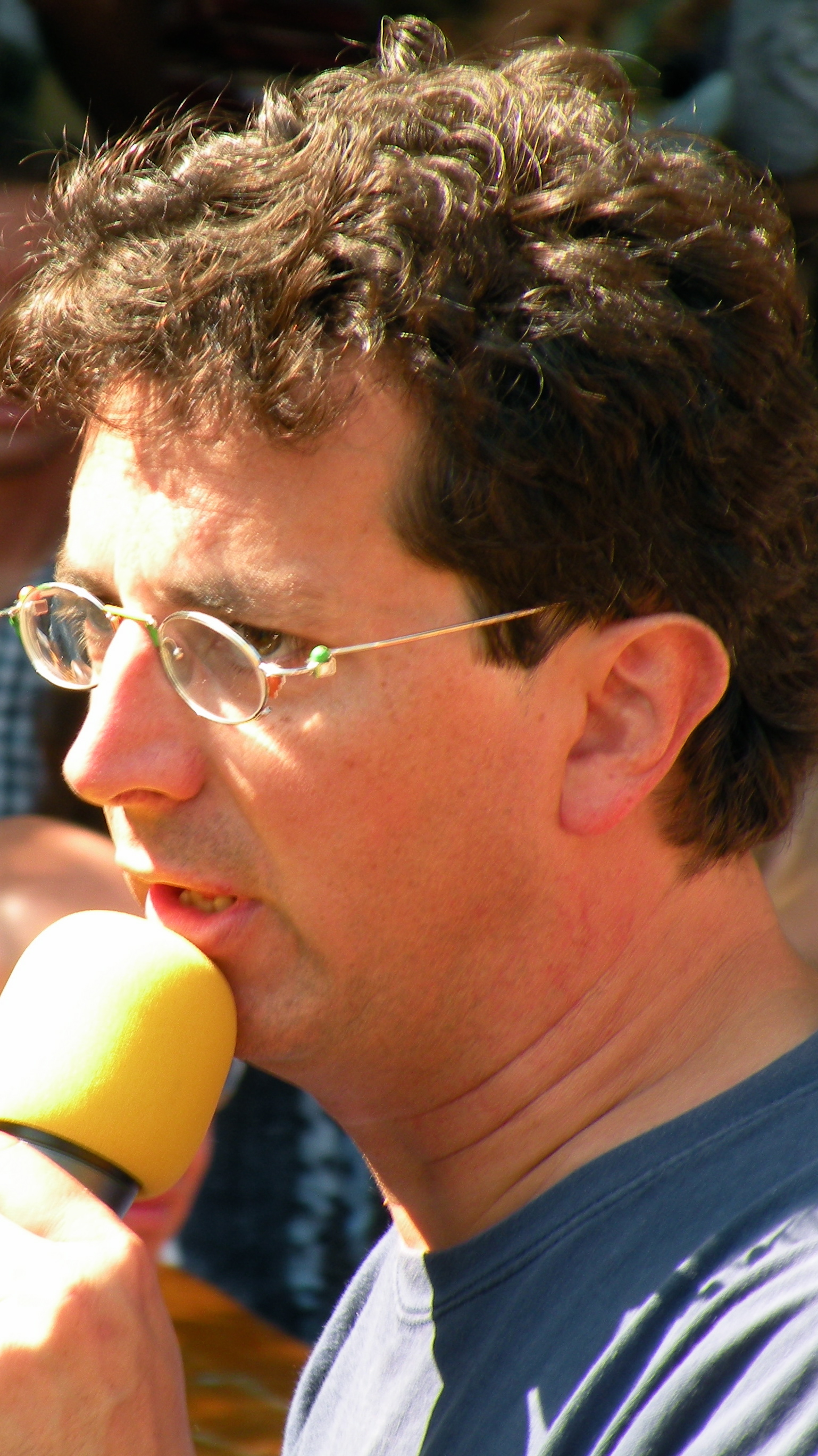
Hannes Minichmayr, Pastoralassistent, gründete gemeinsam mit seiner Frau Birgit KISI God’s singing Kids

KISI – God’s singing kids (kurz KISI, vormals KISI-Kids) ist eine internationale Gruppe von Kindern, Jugendlichen und Erwachsenen, die mit Liedern und Musicals ihren Glauben ausdrücken. KISI ist eine katholische Bewegung mit ökumenischem Anspruch.

## Entstehung
Die Pastoralassistenten Birgit und Hannes Minichmayr gründeten 1993 den „Kindersingkreis der Pfarre Altmünster am Traunsee“. Mittels Gesang und Tanz versuchten sie, das Evangelium von Jesus Christus weiterzugeben. Im Dezember 1997 wurde der Verein „KISI – God’s singing kids“ gegründet, der seither als Träger für alle Produktionen fungiert. Das erste Musical von Birgit Minichmayr, Lilli und das unglaubliche Comeback, entstand 1999.
Von 2000 bis 2006 wurden 14 CDs produziert.

## Produktionen

### CDs
- Lilli und das unglaubliche Comeback (1999)
- Eine himmlische Aufregung (1999)
- Lilli und der kugelrunde Freund (2000)
- Wir sind Gottes Familie Kunterbunt (2000–2010)
- Suad findet Freunde (2001)
- Lieder zum Denken und Schenken (2001–2010)
- Ich bin nie mehr allein (2002)
- Der barmherzige Vater (2003)
- Unser guter Vater (2003)
- Weihnachten mit Pauli (2003)
- Ehrlich begeistert (2004)
- Anna findet Freunde (2005)
- Die Prophetin Hanna (2005)
- No longer alone (2005)
- Future Stars (2006)
- Wunder dieser Nacht (2006)
- Ich habe 1000 Ideen (2008)
- Nooit meer alleen (2009, Holland)
- Paulus (2009)
- Wir sind Gottes Familie Kunterbunt. Lieder zum Denken und Schenken (2010)
- De hemel op stelten (Holland, 2010)
- Stark und Leise. Kids feiern Jesus! (2011)
- Sternstunde in Betlehem (2011)
- Gott sagt JA zu mir! (2013)
- Gott freut sich über dich (2015)
- Ich gehe jetzt fischen (2016)
- Best of Ruth (2017)
- Von Herzen (2017)
- Voll dabei (2019)
- Neue Abenteuer mit Pauli (2020)
- Neue Abenteuer mit Pauli 2. So cool - mit und ohne Sonnenbrille (2021)
- Betlehem - Eine neue Zeit bricht an (2021)
- Pauline - Mut verändert die Welt (2023)

### DVDs
- Sternstunde in Betlehem (2014)
- Paulus (2015)
- Der barmherzige Vater (2016)
- Future Stars (2016)
- Ich gehe jetzt fischen (2017)
- Ruth (2018)
- Betlehem - Eine neue Zeit bricht an (2021)
- Pauline - Mut verändert die Welt (2023)

### Musicals
- Eine himmlische Aufregung (übers. 1999)
- Lilli und das unglaubliche Comeback (1999)
- Lilli und der kugelrunde Freund (2000)
- Der barmherzige Vater (2003)
- Anna findet Freunde (2005)
- Die Prophetin Hanna (2005)
- Future Stars (2007)
- De barmhartige Vader (Holland 2008)
- Paulus (2009)
- De hemel op stelten (Holland 2010)
- Lilli en de ongelofflijke Comeback (Holland, Uraufführung Ostern 2011)
- Sternstunde in Betlehem (2011)
- Die Sternstunde (2011, Nicht-Weihnachtsversion von Sternstunde in Betlehem)
- Ruth (2017)
- Tabea (2020)
- Betlehem - Eine neue Zeit bricht an (2021)
- Pauline – Mut verändert die Welt (2023)

### Mini-Musicals & Puppentheater
- Pauli und der Räuber Stinkefuß, Mini-Musical & Puppentheater (2003)
- Pauli darf den neuen König sehen, Mini-Musical & Puppentheater (2004)
- Pauli darf ein Segen sein, Puppentheater (2013)
- Pauli will Schokolade, Puppentheater
- Ich gehe jetzt fischen, Mini-Musical (2016)
- Die Hirtenkinder, Mini-Musical
- Das Geschenk, Mini-Musical

### Bücher
- Hallo Du – Gott liebt dich so! (2005)
- Alle mögen Pauli (2011)
- Pauli macht Urlaub (2012)
- Das große KISI Liederbuch (2012)
- Weihnachten mit Pauli (2012)
- Pauli und Mariechen bekommen ein Geschwisterchen (2015)
- Die unsichtbare Krone (2018)
- Pauli geht in den Kindergarten (2018)